# Луговая (Кировская область)
Луговая — деревня в Советском районе Кировской области в составе Ильинского сельского поселения. 

## География
Находится на левом берегу реки Немда на расстоянии примерно 13 километров по прямой на юг от районного центра города Советск.

## История
Известна с 1701 года как деревня Черныя речки или Луговская. В 1873 году здесь (деревня Луговская или Пермяки) было учтено дворов 38 и жителей 266, в 1905 45 и 368, в 1926 33 и 172. В 1989 году оставалось 80 жителей. 

## Население
Постоянное население составляло 87 человек (русские 99%) в 2002 году, 84 в 2010.